# درگیر عشق
درگیر عشق (انگلیسی: Stuck in Love) فیلمی آمریکایی در سبک درام به کارگردانی جاش بون است که در سال ۲۰۱۲ منتشر شد.

## بازیگران
- جنیفر کانلی
- گرگ کینر
- لی‌لی کالینز
- لوگن لرمان
- کریستن بل
- لیانا لیبراتو
- نات وولف
- اسپنسر برسلین